# Rocchetta Nervina
Rocchetta Nervina là một đô thị ở tỉnh Imperia trong vùng Liguria, tọa lạc khoảng 120 km về phía tây nam của Genoa và khoảng 35 km về phía tây của Imperia, ở biên giới với Pháp. Tại thời điểm ngày 31 tháng 12 năm 2004, đô thị này có dân số 265 người và diện tích là 15,1 km².
Rocchetta Nervina giáp các đô thị sau: Apricale, Breil-sur-Roya (France), Dolceacqua, Isolabona, Pigna và Saorge (Pháp).